# Nachtsprung
Nachtsprung ist eine bestimmte Form des Gütertransports im Logistikwesen. Sie nutzt die nachts oft günstigere Verkehrssituation, weshalb der Güterverkehr im Hauptlauf einer Transportkette nicht am Tage, sondern während der Nacht (zwischen 21 bzw. 22 Uhr und 6 Uhr) erfolgt.

## Eisenbahnverkehr
Der Begriff stammt ursprünglich von der Deutschen Bahn, diese Praxis ist jedoch älter. Sie bestand schon bei der Reichsbahn, die zum Beispiel seit 1928 im Auftrag des Barsortimenters Koehler & Volckmar an die abends aus Leipzig abfahrenden Durchgangszüge Bücherwagen zur Belieferung von Buchhandlungen anhängte. Während tagsüber die Personenzüge das Streckennetz nutzen, werden nachts die Güterzüge eingesetzt, um auf diese Weise das Netz gleichmäßiger auszulasten. Ein Beispiel ist der ehemalige Bahnpostverkehr Post InterCity. Der Nachtsprung gilt inzwischen als Standard bei der Express-Zustellung, damit eine Sendung bereits am Folgetag ankommt (Same Day Delivery).

## Straßenverkehr
Beim LKW-Verkehr ist ein gebräuchliches Verfahren:
1. der LKW (Sattelzug) fährt beladen vom Speditionsgelände (spät) abends weg
2. der Sattelauflieger oder die Wechselbrücken werden beim ersten Empfänger abgestellt
3. dort nimmt er einen anderen beladenen Auflieger oder Brücken auf
4. diese werden an einen anderen Kunden zugestellt.

Dies kann sich beliebig oft wiederholen und stellt den optimalen Ablauf dar. Dennoch können Leerfahrten nicht immer vermieden werden.
Oft werden Nachtsprünge im Begegnungsverkehr durchgeführt. Hierbei treffen sich zwei Lastkraftfahrer bei einem Kunden oder auf einem Autobahnparkplatz, um ihre Ladeeinheiten (Sattel oder Brücke) zu tauschen und dann in verschiedene Richtungen weiterzufahren.

## Paketversand
Die Paketdienstleister nutzen den Nachtsprung für den Transport der Sendungen zwischen ihren regionalen Depots. Im nationalen Paketversand werden vorwiegend Lastkraftwagen eingesetzt. Für längere Distanzen, insbesondere im internationalen Paketversand, erfolgt die Beförderung mit Luftfracht.

## Buchhandel
Im Buchhandel bedeutet Nachtsprung die nächtliche Lieferung von Büchern durch den Büchersammelverkehr der Barsortimente oder von sonstigen an den Einzelhandel. Die Speditionsunternehmen erhalten meist einen Schlüssel für die Geschäftsräume oder eine vorgelagerte Schleuse und können damit auch ausliefern, ohne dass der Buchhändler oder dessen Mitarbeiter anwesend sein müssen.

## Vorteile
- freie Verkehrswege
- kürzere Transportzeiten
  - damit geringere Personalkosten
- geringerer Treibstoffverbrauch
- geringere Parkplatzprobleme

## Nachteil
- zusätzlicher nächtlicher Verkehrslärm durch Straßenverkehrslärm, Schienenverkehrslärm und Fluglärm.[6][7]
- Nachtarbeit für beteiligte Spediteure mit arbeitsrechtlichen und arbeitsmedizinischen Konsequenzen.